# Beşiktaş Jimnastik Kulübü (pallacanestro maschile)
Il Beşiktaş Jimnastik Kulübü Erkek Basketbol Takımı è una società di pallacanestro di Istanbul, in Turchia, facente parte della polisportiva Beşiktaş Jimnastik Kulübü. Noto per ragioni di sponsorizzazione anche come Beşiktaş Milangaz, gioca le partite casalinghe alla BJK Akatlar Arena, ed ha anche una squadra femminile.

## Storia
Il club cestistico viene fondato nel 1933 e dal 1940 ha sempre militato nella massima divisione turca con l'eccezione della stagione 1988/89. Fino agli anni recenti il club non aveva raccolto grandi successi, affermandosi come campione di Turchia una sola volta nel 1975. Il club non riuscì ad affermarsi nemmeno in campo europeo, toccando il suo massimo risultato con i quarti di finale in Coppa Korac ed in ULEB Cup. Il nome del Besiktas inizia ad essere famoso in Europa e nel mondo quando ingaggia Allen Iverson per la stagione 2010-2011. Nonostante il clamore suscitato dall'acquisto, The Answer non darà l'apporto sperato e la stagione si concluderà senza titoli.
La stagione seguente i bianconeri ci riprovano, mettendo sotto contratto Deron Williams, fino al termine del lockout NBA 2011-2012, ancora senza ottenere risultati.  Per il campionato 2011-2012 il coach Ergin Ataman decide di rivoluzionare la squadra, riuscendo a creare un team solido e forte, senza rinunciare al talento di giocatori come Carlos Arroyo, David Hawkins e Marcelus Kemp. Al termine della stagione il club completa uno strepitoso "Grand Slam" vincenco tutti e tre i trofei a cui ha preso parte, cioè il campionato turco, la coppa di Turchia e la coppa europea EuroChallenge, divenendo la seconda squadra turca di sempre ad affermarsi in una competizione europea. La fame di vittorie non finisce qui, ed anche il campionato 2012-13 inizia con un nuovo trofeo conquistato, la prima Coppa del Presidente della storia del club.

## Roster 2025-2026
Aggiornato al 13 luglio 2025.
|    | Naz.                                         | Ruolo | Sportivo        | Anno | Alt. | Peso |  |
| -- | -------------------------------------------- | ----- | --------------- | ---- | ---- | ---- |  |
| 2  | Stati Uniti (bandiera)                       | G     | Jonah Mathews   | 1998 | 191  | 93   |  |
| 6  | Turchia (bandiera)                           | P     | Berk Uğurlu     | 1996 | 192  | 87   |  |
| 7  | Turchia (bandiera)                           | G     | Yiğit Arslan    | 1996 | 193  | 91   |  |
| 9  | Canada (bandiera) · Irlanda (bandiera)       | AG    | Conor Morgan    | 1994 | 206  | 102  |  |
| 10 | Turchia (bandiera)                           | P     | Yağız Aksu      | 2006 | 192  | 95   |  |
| 20 | Turchia (bandiera)                           | AG    | Kerem Konan     | 2004 | 207  | 97   |  |
| 22 | Turchia (bandiera)                           | AP    | Ata Özbek       | 2005 | 196  |      |  |
|    | Stati Uniti (bandiera)                       | AP    | Anthony Brown   | 1992 | 201  | 101  |  |
|    | Stati Uniti (bandiera)                       | AG    | Vitto Brown     | 1994 | 203  | 107  |  |
|    | Stati Uniti (bandiera)                       | P     | Devon Dotson    | 1999 | 188  | 84   |  |
|    | Francia (bandiera)                           | C     | Ismaël Kamagate | 2001 | 211  | 100  |  |
|    | Stati Uniti (bandiera) · Giamaica (bandiera) | G     | Brynton Lemar   | 1995 | 193  | 88   |  |
|    | Croazia (bandiera)                           | C     | Ante Žižić      | 1997 | 208  | 121  |  |

### Staff tecnico
- Allenatore:  Dušan Alimpijević
- Assistenti:  Dmytro Boldaev,  Buğra Bayazıt,  Sinan Çelik

### Numeri ritirati
8 Deron Williams

## Palmarès

### Competizioni nazionali
- Campionato turco: 2

1974-1975, 2011-2012
- Coppa di Turchia: 1

2011-2012
- Coppa del Presidente: 1

2012

### Competizioni europee
- EuroChallenge: 1

2011-12

## Squadra Femminile 2013-14
|    | Naz.                   | Ruolo | Sportivo           | Anno | Alt. | Peso |  |
| -- | ---------------------- | ----- | ------------------ | ---- | ---- | ---- |  |
| 10 | Stati Uniti (bandiera) | G     | Julie McBride      | 1981 | 170  | 62   |  |
| 0  | Turchia (bandiera)     | G     | Gülşah Akkaya      | 1984 | 178  | 65   |  |
| 1  | Turchia (bandiera)     | G     | Gülşah Duman       | 1983 | 167  | 66   |  |
| 23 | Montenegro (bandiera)  | G     | Milica Jovanović   | 1989 | 173  | 70   |  |
| 4  | Turchia (bandiera)     | A     | Hande Melis Karasu | 1993 | 185  | 78   |  |
| 7  | Turchia (bandiera)     | A     | İpek Derici        | 1979 | 175  | 80   |  |
| 22 | Turchia (bandiera)     | P     | Begüm Dalgalar     | 1983 | 188  | 82   |  |
| 2  | Montenegro (bandiera)  | P     | Iva Perovanović    | 1980 | 183  | 71   |  |
| 5  | Rep. Ceca (bandiera)   | P     | Petra Kulichová    | 1988 | 196  | 96   |  |
| 11 | Turchia (bandiera)     | C     | Gonca Karataş      | 1990 | 202  | 95   |  |
| 12 | Turchia (bandiera)     | C     | Yasemin Koç        | 1987 | 206  | 80   |  |

### Staff tecnico
- Allenatore:  Mehmet Can Öztürk
- Assistente:  Meryem Keleşoğlu
- Assistente:  Serkan Arıca
- Manager:  Murat Murtezauglu
- Dottore del Club:  Ayhan Optur